# Terza Categoria 1914-1915
I campionati di Terza Categoria della stagione sportiva 1914-1915 furono l'undicesima edizione del campionato di calcio di tale categoria. Il campionato non aveva limiti di età.
Fu disputato e gestito dai Comitati Regionali in modo da evitare eccessive spese di trasporto alle squadre partecipanti.

## Formula
Il campionato, giocato fra i mesi di marzo e maggio per motivi meteorologici (dopo il disgelo dei piccoli campi non cintati), veniva stilato dai Comitati Regionali a seconda del numero delle società iscritte e ripartite in uno o più gironi a seconda delle distanze chilometriche.
La vincitrice di ciascun girone accedeva a un girone finale in cui la prima classificata si aggiudicava il titolo. La competizione non ebbe una finale nazionale.
Il calendario non fu organizzato allo stesso modo da tutti i Comitati Regionali. Per poter arrivare ad un termine comune (la F.I.G.C. non imponeva un termine perentorio e comunque prima dell'arrivo della "canicola" di inizio maggio) si optava spesso per i "gironi di sola andata" perché il girone all'italiana detto all'epoca "a girone doppio" non era applicabile viste le ridotte domeniche utilizzabili.
Alcuni campionati non furono portati a termine a causa dell'entrata in guerra dell'Italia nella prima guerra mondiale.

## Piemonte e Liguria
Comitato Regionale Piemontese-Ligure avente sede presso l'Hotel Fiorina di Torino.
Le società furono suddivise in tre gruppi.

### I gruppo

#### Squadre partecipanti
| Club                      | Città                  |
| ------------------------- | ---------------------- |
| Audax F.C.                | Torino (TO)            |
| Alessandria F.C.          | Alessandria (AL)       |
| U.S. Barriera Nizza       | Torino (TO)            |
| Casale F.C.               | Casale Monferrato (AL) |
| Genoa C.F.C.              | Genova (GE)            |
| U.S. Genovese             | Genova (GE)            |
| F.B.C. Nazionale Piemonte | Torino (TO)            |
| S.G. Pro Vercelli         | Vercelli (NO)          |
| Savona F.C.               | Savona (GE)            |
| Stella Sportiva F.C.      | Genova (GE)            |
| Torino F.B.C.             | Torino (TO)            |
| U.S. Vercellese           | Vercelli (NO)          |

#### Calendario
- 21 marzo:[2]
  - US Vercellese-Pro Vercelli 1-0.
  - Alessandria-Casale 3-2??? (8-2???).
  - Torino-US Barriera Nizza 1-2.
  - Audax-Nazionale Piemonte 3-1.
  - Libertas-AC Piemontesi (rinviato).
  - Ardita-Nazionale (rinviato).
- 28 marzo:[3]
  - Torino-Nazionale Piemonte (vittoria Torino).
  - Audax-US Barriera Nizza (pareggio).
  - Juventus-AC Piemontesi (vittoria Juventus).
  - Libertas-Amatori GC (pareggio).
  - Ardita-Nazionale (sospeso).
  - US Vercellese-Alessandria (vittoria Alessandria).
- 9 maggio:[4]
  - Torino-Ardita 6-0.
  - Sport Club Audace-Genoa.
- 16 maggio:[5]
  - Torino-Juventus (vittoria Juventus).
  - Sport Club Audace-Doria (vittoria Doria).

### II gruppo

#### Squadre partecipanti
| Club                       | Città        |
| -------------------------- | ------------ |
| Amatori Giuoco Calcio F.C. | Torino (TO)  |
| S.G. Andrea Doria          | Genova (GE)  |
| Fiorente F.C.              | Genova (GE)  |
| S.C. Genova                | Genova (GE)  |
| Juventus F.B.C.            | Torino (TO)  |
| F.C. Libertas              | Torino (TO)  |
| A.C. Piemontesi            | Torino (TO)  |
| Varazze F.C.               | Varazze (GE) |

### III gruppo

#### Squadre partecipanti
| Club                    | Città            |
| ----------------------- | ---------------- |
| Ardita F.B.C.           | Torino (TO)      |
| S.C. Audace             | Genova (GE)      |
| Circolo San Raffaele    | Genova (GE)      |
| F.C. Juventus Nazionale | Torino (TO)      |
| Novi F.B.C.             | Novi Ligure (AL) |
| Vigor F.B.C.            | Torino (TO)      |

## Lombardia
Il Comitato Regionale Lombardo, nella seduta del 7 gennaio 1915, suddivise le squadre iscritte alla Terza Categoria Lombardia in cinque gruppi; le prime due classificate di ogni gruppo si qualificano al girone finale per il titolo lombardo.

### I gruppo

#### Squadre partecipanti
| Club             | Città                   |
| ---------------- | ----------------------- |
| Chiasso F.B.C.   | Chiasso (TI) (Svizzera) |
| Como F.B.C.      | Como (CO)               |
| S.G. Pro Lissone | Lissone (MI)            |
| Seregno F.B.C.   | Seregno (MI)            |

#### Classifica finale
Fonte:
|  | Pos. | Squadra     | Pt | G | V | N | P | GF | GS | DR |
|  | ---- | ----------- | -- | - | - | - | - | -- | -- | -- |
|  | 1.   | Como        | 5  | 3 | 2 | 1 | 0 | ?  | ?  | ?  |
|  | 2.   | Chiasso     | 4  | 3 | ? | ? | ? | ?  | ?  | ?  |
|  | 3.   | Seregno     | 3  | 3 | ? | ? | ? | ?  | ?  | ?  |
|  | 4.   | Pro Lissone | 2  | 3 | ? | ? | ? | ?  | ?  | ?  |

Legenda:
      Qualificate al girone finale lombardo.
Regolamento:
Due punti a vittoria, uno a pareggio, zero a sconfitta.
Pari merito in caso di pari punti.

#### Calendario
Il calendario fu approvato dal Comitato Regionale Lombardo nella seduta del 7 gennaio 1915 (il campionato si disputò con il sistema del girone semplice, con partite di sola andata). Alcuni risultati del girone sono stati reperiti su La Gazzetta dello Sport.
| Prima giornata      | Sola andata | Sola andata |
|                     |             |             |
| Como-Chiasso        | -           | 17 gen.     |
| Pro Lissone-Seregno | -           | 17 gen.     |

| Seconda giornata    | Sola andata | Sola andata |
|                     |             |             |
| Chiasso-Pro Lissone | -           | 24 gen.     |
| Seregno-Como        | -           | 24 gen.     |

| Terza giornata   | Sola andata | Sola andata |
|                  |             |             |
| Chiasso-Seregno  | 3-4         | 7 mar.      |
| Como-Pro Lissone | 3-1?        | 7 mar.      |

### II gruppo

#### Squadre partecipanti
| Club             | Città              |
| ---------------- | ------------------ |
| S.S. Aurora      | Busto Arsizio (MI) |
| S.G. Gallaratese | Gallarate (MI)     |
| Libertas F.B.C.  | Gallarate (MI)     |
| Saronno F.B.C.   | Saronno (MI)       |

#### Classifica finale
Fonte:
|  | Pos. | Squadra     | Pt | G | V | N | P | GF | GS | DR |
|  | ---- | ----------- | -- | - | - | - | - | -- | -- | -- |
|  | 1.   | Saronno     | 4  | 3 | ? | ? | ? | ?  | ?  | ?  |
|  | 1.   | Gallaratese | 4  | 3 | ? | ? | ? | ?  | ?  | ?  |
|  | 3.   | Aurora      | 3  | 3 | ? | ? | ? | ?  | ?  | ?  |
|  | 4.   | Libertas    | 1  | 3 | 0 | 1 | 2 | ?  | ?  | ?  |

Legenda:
      Qualificate al girone finale lombardo.
Regolamento:
Due punti a vittoria, uno a pareggio, zero a sconfitta.
Pari merito in caso di pari punti.

#### Calendario
Il calendario fu approvato dal Comitato Regionale Lombardo nella seduta del 7 gennaio 1915 (il campionato si disputò con il sistema del girone semplice, con partite di sola andata).
| Prima giornata       | Sola andata | Sola andata |
|                      |             |             |
| Aurora-Saronno       | -           | 17 gen.     |
| Gallaratese-Libertas | -           | 17 gen.     |

| Seconda giornata    | Sola andata | Sola andata |
|                     |             |             |
| Saronno-Gallaratese | -           | 24 gen.     |
| Libertas-Aurora     | -           | 24 gen.     |

| Terza giornata     | Sola andata | Sola andata |
|                    |             |             |
| Libertas-Saronno   | 3-3         | 7 mar.      |
| Gallaratese-Aurora | -           | 7 mar.      |

### III gruppo

#### Squadre partecipanti
| Club                       | Città                   |
| -------------------------- | ----------------------- |
| Internazionale F.B.C.      | Milano (MI)             |
| U.S. Milanese              | Milano (MI)             |
| Nazionale Lombardia F.B.C. | Milano (MI)             |
| S.G.S. Pro Sesto           | Sesto San Giovanni (MI) |

#### Classifica finale
Fonte:
|  | Pos. | Squadra             | Pt | G | V | N | P | GF | GS | DR |
|  | ---- | ------------------- | -- | - | - | - | - | -- | -- | -- |
|  | 1.   | Nazionale Lombardia | 5  | 3 | 2 | 1 | 0 | ?  | ?  | ?  |
|  | 2.   | US Milanese         | 3  | 3 | ? | ? | ? | ?  | ?  | ?  |
|  | 3.   | Inter               | 2  | 3 | ? | ? | ? | ?  | ?  | ?  |
|  | 3.   | Pro Sesto           | 2  | 3 | ? | ? | ? | ?  | ?  | ?  |

Legenda:
      Qualificate al girone finale lombardo.
Regolamento:
Due punti a vittoria, uno a pareggio, zero a sconfitta.
Pari merito in caso di pari punti.

#### Calendario
Il calendario fu approvato dal Comitato Regionale Lombardo nella seduta del 7 gennaio 1915 (il campionato si disputò con il sistema del girone semplice, con partite di sola andata). Fonti:
| Prima giornata                | Sola andata | Sola andata |
|                               |             |             |
| Nazionale Lombardia-Pro Sesto | -           | 17 gen.     |
| Inter-US Milanese             | -           | 17 gen.     |

| Seconda giornata                | Sola andata | Sola andata |
|                                 |             |             |
| Pro Sesto-Inter                 | -           | 24 gen.     |
| US Milanese-Nazionale Lombardia | -           | 24 gen.     |

| Terza giornata            | Sola andata | Sola andata |
|                           |             |             |
| US Milanese-Pro Sesto     | 2-1         | 7 mar.      |
| Inter-Nazionale Lombardia | -           | 7 mar.      |

### IV gruppo

#### Squadre partecipanti
| Club                        | Città       |
| --------------------------- | ----------- |
| S.S. Ardita                 | Milano (MI) |
| S.S. Pro Gorla S.C. Ausonia | Milano (MI) |
| Milan F.B.C.C.              | Milano (MI) |
| A.C. Stelvio                | Milano (MI) |

#### Classifica finale
Fonte:
|  | Pos. | Squadra           | Pt | G | V | N | P | GF | GS | DR |
|  | ---- | ----------------- | -- | - | - | - | - | -- | -- | -- |
|  | 1.   | Milan             | 5  | 3 | 2 | 1 | 0 | ?  | ?  | ?  |
|  | 2.   | Stelvio           | 4  | 3 | ? | ? | ? | ?  | ?  | ?  |
|  | 3.   | Ardita            | 3  | 3 | ? | ? | ? | ?  | ?  | ?  |
|  | 4.   | Ausonia Pro Gorla | 0  | 3 | 0 | 0 | 3 | ?  | ?  | ?  |

Legenda:
      Qualificate al girone finale lombardo.
Regolamento:
Due punti a vittoria, uno a pareggio, zero a sconfitta.
Pari merito in caso di pari punti.

#### Calendario
Il calendario fu approvato dal Comitato Regionale Lombardo nella seduta del 7 gennaio 1915 (il campionato si disputò con il sistema del girone semplice, con partite di sola andata). Alcuni risultati del girone sono stati reperiti su La Gazzetta dello Sport.
| Prima giornata | Sola andata | Sola andata |
|                |             |             |
| Stelvio-Milan  | -           | 17 gen.     |
| Ardita-Ausonia | -           | 17 gen.     |

| Seconda giornata | Sola andata | Sola andata |
|                  |             |             |
| Milan-Ardita     | -           | 24 gen.     |
| Ausonia-Stelvio  | -           | 24 gen.     |

| Terza giornata | Sola andata | Sola andata |
|                |             |             |
| Ausonia-Milan  | 0-3         | 7 mar.      |
| Ardita-Stelvio | 0-0         | 7 mar.      |

### V gruppo

#### Squadre partecipanti
| Club                     | Città                     |
| ------------------------ | ------------------------- |
| Insubria Goliardo F.B.C. | Milano (MI)               |
| Olona F.C.               | Milano (MI)               |
| Pro Palazzolo            | Palazzolo sull'Oglio (BS) |

#### Classifica finale
Fonte:
|  | Pos. | Squadra           | Pt       | G | V | N | P | GF | GS | DR |
|  | ---- | ----------------- | -------- | - | - | - | - | -- | -- | -- |
|  | 1.   | Olona             | 2        | 1 | 1 | 0 | 0 | ?  | ?  | ?  |
|  | 2.   | Insubria Goliardo | 0        | 1 | 0 | 0 | 1 | ?  | ?  | ?  |
|  | ---  | Pro Palazzolo     | Ritirata |   |   |   |   |    |    |    |

Legenda:
      Qualificate al girone finale lombardo.
Regolamento:
Due punti a vittoria, uno a pareggio, zero a sconfitta.
Pari merito in caso di pari punti.
Note:
La Pro Palazzolo, ritiratasi prima dell'inizio del campionato, è fuori classifica non avendo giocato alcuna gara.

#### Calendario
Il calendario fu approvato dal Comitato Regionale Lombardo nella seduta del 7 gennaio 1915 (il campionato si disputò con il sistema del girone semplice, con partite di sola andata).
| Prima giornata      | Sola andata | Sola andata |
|                     |             |             |
| Pro Palazzolo-Olona | -           | 17 gen.     |
| Riposa: Insubria    |             | 17 gen.     |

| Seconda giornata      | Sola andata | Sola andata |
|                       |             |             |
| Olona-Insubria        | -           | 24 gen.     |
| Riposa: Pro Palazzolo |             | 24 gen.     |

| Terza giornata         | Sola andata | Sola andata |
|                        |             |             |
| Pro Palazzolo-Insubria | -           | 31 gen.     |
| Riposa: Olona          |             | 31 gen.     |

### Girone finale

#### Squadre partecipanti
| Club                       | Città                   |
| -------------------------- | ----------------------- |
| Chiasso F.B.C.             | Chiasso (TI) (Svizzera) |
| Como F.B.C.                | Como (CO)               |
| S.G. Gallaratese           | Gallarate (MI)          |
| Insubria Goliardo F.B.C.   | Milano (MI)             |
| Milan F.B.C.C.             | Milano (MI)             |
| U.S. Milanese              | Milano (MI)             |
| Nazionale Lombardia F.B.C. | Milano (MI)             |
| Olona F.C.                 | Milano (MI)             |
| Saronno F.B.C.             | Saronno (MI)            |
| A.C. Stelvio               | Milano (MI)             |

#### Classifica finale
|  | Pos. | Squadra             | Pt | G | V | N | P | GF | GS | DR |
|  | ---- | ------------------- | -- | - | - | - | - | -- | -- | -- |
|  | 1.   | Olona               | 16 | 9 | 7 | 2 | 0 | ?  | ?  | ?  |
|  | 2.   | Insubria Goliardo   | 12 | 8 | 5 | 2 | 1 | ?  | ?  | ?  |
|  | 3.   | Stelvio             | 12 | 9 | 5 | 2 | 2 | ?  | ?  | ?  |
|  | 4.   | Como                | 10 | 8 | 5 | 0 | 3 | ?  | ?  | ?  |
|  | 5.   | Nazionale Lombardia | 9  | 8 | 4 | 1 | 3 | ?  | ?  | ?  |
|  | 6.   | US Milanese         | 9  | 8 | 4 | 1 | 3 | ?  | ?  | ?  |
|  | 7.   | Gallaratese         | 6  | 8 | 3 | 0 | 5 | ?  | ?  | ?  |
|  | 8.   | Saronno             | 5  | 8 | 2 | 1 | 5 | ?  | ?  | ?  |
|  | 9.   | Milan               | 3  | 8 | 1 | 1 | 6 | ?  | ?  | ?  |
|  | 10.  | Chiasso             | 0  | 8 | 0 | 0 | 8 | ?  | ?  | ?  |

Legenda:
      Campione Lombardo e promossa in Promozione.
Regolamento:
Due punti a vittoria, uno a pareggio, zero a sconfitta.
Pari merito in caso di pari punti.
Note:
Nota bene: il campionato, contrariamente a quanto riportano alcune fonti, fu completato malgrado la sospensione bellica. Molti risultati, tuttavia, sono mancanti.

#### Calendario
Il calendario fu approvato dal Comitato Regionale Lombardo nella seduta del 24 marzo 1915 (il campionato si disputò con il sistema del girone semplice, con partite di sola andata). Fonti:
| Prima giornata              | Sola andata | Sola andata |
|                             |             |             |
| Gallaratese-US Milanese     | -           | 28 mar.     |
| Stelvio-Nazionale Lombardia | -           | 28 mar.     |
| Como-Olona                  | -           | 28 mar.     |
| Chiasso-Milan               | 1-3?        | 28 mar.     |
| Insubria-Saronno            | -           | 28 mar.     |

| Seconda giornata         | Sola andata | Sola andata |
|                          |             |             |
| US Milanese-Stelvio      | -           | 4 apr.      |
| Saronno-Gallaratese      | -           | 4 apr.      |
| Nazionale Lombardia-Como | -           | 4 apr.      |
| Olona-Chiasso            | -           | 4 apr.      |
| Milan-Insubria           | -           | 4 apr.      |

| Terza giornata              | Sola andata | Sola andata |
|                             |             |             |
| Como-US Milanese            | 2-0         | 11 apr.     |
| Stelvio-Gallaratese         | 7-0         | 11 apr.     |
| Chiasso-Nazionale Lombardia | 0-4?        | 11 apr.     |
| Insubria-Olona              | -           | 11 apr.     |
| Saronno-Milan               | 0-0         | 11 apr.     |

| Quarta giornata              | Sola andata | Sola andata |
|                              |             |             |
| US Milanese-Chiasso          | -           | 18 apr.     |
| Gallaratese-Como             | -           | 18 apr.     |
| Stelvio-Saronno              | -           | 18 apr.     |
| Nazionale Lombardia-Insubria | -           | 18 apr.     |
| Olona-Milan                  | -           | 18 apr.     |

| Quinta giornata           | Sola andata | Sola andata |
|                           |             |             |
| Insubria-US Milanese      | -           | 25 apr.     |
| Chiasso-Gallaratese       | -           | 25 apr.     |
| Como-Stelvio              | -           | 25 apr.     |
| Milan-Nazionale Lombardia | -           | 25 apr.     |
| Saronno-Olona             | -           | 25 apr.     |

| Sesta giornata            | Sola andata | Sola andata |
|                           |             |             |
| US Milanese-Milan         | 2-0         | 2 mag.      |
| Gallaratese-Insubria      | -           | 2 mag.      |
| Stelvio-Chiasso           | 7-0         | 2 mag.      |
| Como-Saronno              | 1-0         | 2 mag.      |
| Nazionale Lombardia-Olona | 0-0         | 2 mag.      |

| Settima giornata            | Sola andata | Sola andata |
|                             |             |             |
| Olona-US Milanese           | 5-0?        | 9 mag.      |
| Milan-Gallaratese           | 0-2         | 9 mag.      |
| Insubria-Stelvio            | 1-1         | 9 mag.      |
| Chiasso-Como                | 0-3         | 9 mag.      |
| Saronno-Nazionale Lombardia | 0-3?        | 9 mag.      |

| Ottava giornata                 | Sola andata | Sola andata |
|                                 |             |             |
| US Milanese-Nazionale Lombardia | -           | 16 mag.     |
| Gallaratese-Olona               | -           | 16 mag.     |
| Stelvio-Milan                   | -           | 16 mag.     |
| Como-Insubria                   | -           | 16 mag.     |
| Chiasso-Saronno                 | 0-2         | 16 mag.     |

| Nona giornata                   | Sola andata | Sola andata |
|                                 |             |             |
| Saronno-US Milanese             | [ 29 ]      | 23 mag.     |
| Nazionale Lombardia-Gallaratese | [ 29 ]      | 23 mag.     |
| Olona-Stelvio                   | 3-0         | 23 mag.     |
| Milan-Como                      | [ 29 ]      | 23 mag.     |
| Insubria-Chiasso                | [ 29 ]      | 23 mag.     |

## Toscana

### Sezione di Firenze

#### Squadre partecipanti
| Club            | Città        |
| --------------- | ------------ |
| Firenze F.B.C.  | Firenze (FI) |
| Fulgor F.B.C.   | Firenze (FI) |
| S.S. Itala      | Firenze (FI) |
| P.G.F. Libertas | Firenze (FI) |
| S.S. Robur      | Firenze (FI) |
| S.S. Virtus     | Firenze (FI) |

#### Classifica finale
|  | Pos. | Squadra             | Pt | G  | V  | N | P | GF | GS | DR  |
|  | ---- | ------------------- | -- | -- | -- | - | - | -- | -- | --- |
|  | 1.   | Firenze FBC II      | 20 | 10 | 10 | 0 | 0 | 24 | 10 | +14 |
|  | 2.   | Libertas Firenze II | 15 | 10 | 7  | 1 | 2 | 33 | 11 | +22 |
|  | 3.   | Robur               | 8  | 8  | 4  | 0 | 4 | 17 | 9  | +8  |
|  | 4.   | Virtus              | 6  | 9  | 3  | 0 | 6 | 10 | 28 | -18 |
|  | 5.   | Fulgor              | 4  | 9  | 1  | 2 | 6 | 6  | 21 | -15 |
|  | 6.   | Itala Firenze       | 3  | 10 | 1  | 1 | 8 | 5  | 16 | -11 |

Legenda:
      Qualificata alla finale per il titolo toscano.
Regolamento:
Due punti a vittoria, uno a pareggio, zero a sconfitta.
Pari merito in caso di pari punti.
Note:
Nota bene: la classifica è incompleta.

#### Calendario
Il calendario fu approvato dal Comitato Regionale Toscano nella seduta del 20 febbraio 1915 (il campionato si disputò con il sistema del girone doppio, con partite di andata e ritorno); in un primo momento, nella seduta del 6 febbraio 1915, era stato approvato un calendario diverso, successivamente, a causa dell'iscrizione tardiva di Robur, Itala e Fulgor, il calendario fu modificato diventando quello definitivo. Alcuni risultati del girone sono stati reperiti su La Gazzetta dello Sport.
| Andata (1ª) | Andata (1ª) | Prima giornata  | Ritorno (6ª) | Ritorno (6ª) |
|             |             |                 |              |              |
| 28 feb.     | -           | Firenze-Itala   | -            | ?            |
| 28 feb.     | -           | Virtus-Libertas | -            | ?            |
| 28 feb.     | -           | Fulgor-Robur    | -            | ?            |

| Andata (2ª) | Andata (2ª) | Seconda giornata | Ritorno (7ª) | Ritorno (7ª) |
|             |             |                  |              |              |
| 7 mar.      | 3-2         | Firenze-Virtus   | -            | ?            |
| 7 mar.      | -           | Libertas-Robur   | -            | ?            |
| 7 mar.      | 0-0         | Itala-Fulgor     | -            | ?            |

| Andata (3ª) | Andata (3ª) | Terza giornata | Ritorno (8ª) | Ritorno (8ª) |
|             |             |                |              |              |
| 14 mar.     | -           | Robur-Virtus   | -            | ?            |
| 14 mar.     | -           | Itala-Libertas | -            | ?            |
| 14 mar.     | -           | Fulgor-Firenze | -            | ?            |

| Andata (4ª) | Andata (4ª) | Quarta giornata  | Ritorno (9ª) | Ritorno (9ª) |
|             |             |                  |              |              |
| 21 mar.     | -           | Firenze-Libertas | -            | 2 mag.       |
| 21 mar.     | -           | Itala-Robur      | 0-2          | 2 mag.       |
| 21 mar.     | -           | Fulgor-Virtus    | 0-1          | 2 mag.       |

| Andata (5ª) | Andata (5ª) | Quinta giornata | Ritorno (10ª) | Ritorno (10ª) |
|             |             |                 |               |               |
| 28 mar.     | -           | Itala-Virtus    | 0-2           | 9 mag.        |
| 28 mar.     | -           | Fulgor-Libertas | 2-5           | 9 mag.        |
| 28 mar.     | -           | Robur-Firenze   | 3-4           | 9 mag.        |

- 16 maggio: Robur-Virtus.

### Sezione Livorno-Pisa

#### Squadre partecipanti
| Club                | Città   |
| ------------------- | ------- |
| S.S. Esperia F.B.C. | Livorno |
| Pisa S.C.           | Pisa    |
| S.P.E.S.            | Livorno |
| Toscana F.B.C.      | Livorno |

#### Calendario
Il calendario fu approvato dal Comitato Regionale Toscano nella seduta del 20 febbraio 1915 (il campionato si disputò con il sistema del girone doppio, con partite di andata e ritorno). Alcuni risultati del girone sono stati reperiti su La Gazzetta dello Sport.
| Andata (1ª) | Andata (1ª) | Prima giornata | Ritorno (4ª) | Ritorno (4ª) |
|             |             |                |              |              |
| 21 feb.     | -           | Esperia-Spes   | -            | ?            |
| 21 feb.     | -           | Toscana-Pisa   | -            | ?            |

| Andata (2ª) | Andata (2ª) | Seconda giornata | Ritorno (5ª) | Ritorno (5ª) |
|             |             |                  |              |              |
| 28 feb.     | -           | Pisa-Spes        | -            | 22 mar.      |
| 28 feb.     | -           | Toscana-Esperia  | 2-0          | 22 mar.      |

| Andata (3ª) | Andata (3ª) | Terza giornata | Ritorno (6ª) | Ritorno (6ª) |
|             |             |                |              |              |
| 7 mar.      | -           | Toscana-Spes   | -            | ?            |
| 7 mar.      | -           | Esperia-Pisa   | -            | ?            |

#### Verdetti
- Pisa II qualificato alla finale per il titolo toscano di Terza Categoria.

### Finali
- 16 maggio: Firenze II-Pisa II 11-3.[5]
- 23 maggio: Pisa II-Firenze II (non disputato).

## Lazio

### Girone unico

#### Squadre partecipanti
| Club                    | Città     |
| ----------------------- | --------- |
| S.S. Cristoforo Colombo | Roma (RM) |
| S.G. Fortitudo          | Roma (RM) |
| S.S. Juventus           | Roma (RM) |
| S.S. Laziale            | Roma (RM) |
| S.P. Lazio              | Roma (RM) |
| F.B.C. Roma             | Roma (RM) |

#### Calendario
- 7 marzo:[14]
  - Lazio-Roman 1-4.
  - Colombo-Fortitudo 3-4.
  - Juventus-Laziale 0-5.
- 21 marzo:[2]
  - Juventus-Lazio 1-1.
  - Colombo-Roman 1-4.
  - Laziale-Fortitudo (rinviato).
- 28 marzo:[3]
  - Fortitudo-Lazio (vittoria Fortitudo).

Spareggio
- 9 maggio: Laziale-Fortitudo 5-1.[23]

### Verdetti finali
- La Laziale è campione laziale di Terza Categoria 1914-1915.[23]